# Аннаберг-Лунгец
Аннаберг-Лунгец —  містечко та громада в австрійській землі Зальцбург. Містечко належить округу Галлайн.

## Видатні особи
- Марсель Гіршер — гірськолижник.